# Plectrohyla guatemalensis
A Plectrohyla guatemalensis a kétéltűek (Amphibia) osztályának békák (Anura) rendjébe és a levelibéka-félék (Hylidae) családjába, azon belül a Hylinae alcsaládba tartozó faj.

## Előfordulása
A faj Salvadorban, Guatemalában, Hondurasban és Mexikóban él. Természetes élőhelye a szubtrópusi vagy trópusi nedves hegyvidéki erdők és folyók. A fajt élőhelyének elvesztése fenyegeti.